# Historia de la siderurgia

Regiones productoras de metales en la Edad Antigua en Oriente Próximo. Se muestran marcadas las áreas de prevalencia del bronce arsenioso y del bronce de estaño durante el III milenio a. C.

La siderurgia es el conjunto de técnicas utilizadas para extraer y trabajar el hierro. La historia de la siderurgia comenzó, según los indicios que tenemos, en Anatolia, donde se han encontrado elementos de hierro fundido datados en el III milenio a. C. En el África negra la siderurgia surgió de forma autóctona y sin pasar por las fases previas de la metalurgia euroasiática (cobre y bronce), en cronologías tan antiguas como el II milenio a. C.(en el desierto de Níger). En India se han encontrado artefactos realizados en hierro correspondientes también al II milenio a. C., mientras que en China serían del I milenio a. C. La siderurgia llegó a América con la conquista española.